# Gackt

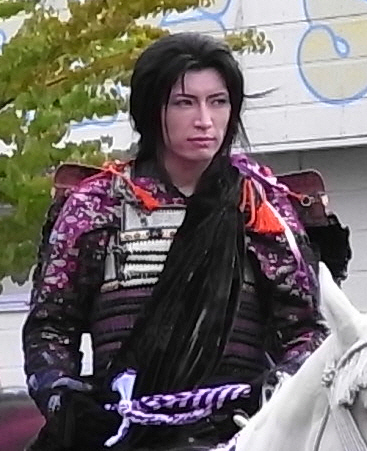
Gackt als Uesugi Kenshin

Gakuto Oshiro (大城 ガクト Oshiro Gakuto, geboren op 4 juli 1973) is een Japanse J-rockzanger beter bekend met zijn stagename GACKT. Tot 27 augustus 2017 gebruikte Gackt de achternaam Camui/Kamui, waarna hij bekend maakte dat zijn 'echte' achternaam Oshiro is. Hij bespeelt vele instrumenten: piano, drums, trompet, tuba, hoorn, trombone, gitaar, bas, veel traditionele Japanse instrumenten, shamisen en nog enkele andere. Hij werd bekend door de band Malice Mizer (Frans voor 'lijden en afzien').

## Jeugd
Gackt werd geboren in Okinawa, Japan. Naar eigen zeggen werd hij op 4 juli 1540 geboren, maar het gerucht gaat dat hij in 1973 is geboren. Hij is de tweede van drie kinderen. Hij heeft een oudere zus en een jonger broertje. Gackts vader was jazzmuzikant en speelde trompet.
Op 7-jarige leeftijd verdronk Gackt bijna door te ver van de kust bij Okinawa af te zwemmen. Na deze bijna-doodervaring beweert Gackt overleden familieleden te kunnen spreken en zien, een gave die door zijn ouders werd verworpen.
Op 10-jarige leeftijd werd Gackt opgenomen wegens maag- en darmproblemen. Tijdens zijn verblijf in het ziekenhuis leerde hij verschillende zieke kinderen kennen van wie hij er een aantal heeft moeten zien sterven.
Gackts muzikale opleiding begon toen hij drie was. Zijn ouders stuurden hem naar een klassikale piano-opleiding, waarvan hij vier jaar later al genoeg had gezien. Daarna duurde het nog eens vier jaar voordat zijn ouders hem lieten stoppen met deze opleiding. Door een competitie met een vriend begon Gackt later andere instrumenten te leren bespelen. Later ging hij verder met pianolessen.

## Malice Mizer
Alles begon toen hij de drummer werd van Chains:feel. Hij begon daar met zingen omdat gitarist YOU (die later bij GacktJOB zou horen) hem voorstelde dat voor de aardigheid eens te proberen. Hij deed het, ging ermee door en nam zanglessen. Daarna nodigde Mana hem in 1995 uit om zanger en pianist van de band Malice Mizer te worden. Toen was zijn zangstijl en uiterlijk meer visual kei dan ten tijde van zijn solobestaan.
Doordat Gackt bij Malice Mizer kwam, werd de muziekstijl enigszins aangepast. Hij werd romantischer, en tijdens optredens deden historische kostuums hun intrede. Door die nieuwe draai werd MM populairder, en er volgde een belangrijk platencontract. Maar hoewel er meer fans waren, werden ze ook steeds gevarieerder. Gackt liet weten dat hij ook muziek voor MM zou schrijven, in plaats van alleen teksten te schrijven en zingen. Nadat MM's laatste grote hit "Le ciel" was uitgekomen, verliet Gackt Malice Mizer en de hit was binnen acht maanden vergeten.

## Solo
In 1999 besloot Gackt solo te gaan en vormde hij een band die achter hem zou gaan spelen: GacktJOB, met YOU als gitarist, Yukihiro Fujimura (Chachamaru) als hoofdgitarist, Masa met slaggitaar, Ren achter de bas, Toshi als drummer, Yosh als danser en als laatste Igao achter het keyboard. Later kwamen 'Ryu' Ryuichi Nishida en Ju-Ken erbij.
Masa en Toshi vertrokken onverwacht uit GacktJOB. Ryu verving Toshi, maar Masa werd nooit vervangen.
Tijdens de tournee Jougen no Tsuki liet bassist Ren weten dat hij er voor een poosje tussenuit zou gaan. Maar hij keerde niet terug. Uiteindelijk kwam Ju-Ken in beeld, die Ren zou vervangen.
Vaak wordt Gackt als popzanger beschouwd. Sommige nummers horen daar ook echt bij (zoals "Vanilla" en "ANOTHER WORLD"). Maar Gackt maakt zoveel nummers in zoveel verschillende genres dat het moeilijk is hem ergens te plaatsen. Zijn muziek varieert van romantische ballads tot heavy metal.
Gackts officiële fanclub heette DEARS maar wordt nu G&LOVERS genoemd.

## GacktJOB
Gackt wordt tijdens tournees altijd vergezeld door dezelfde bandleden. Deze worden dan ook als zijn band gezien. Op het moment maken de volgende leden deel van de band uit:
- YOU (viool, gitaar)
- Chachamaru (bandleider, gitaar)
- Ju-Ken (bas)
- Chirolyn (bas)
- Jun-Ji (drums)
- Igao (keyboard)
- Yosh (choreografie)

YOU en Chachamaru zijn de enigen die sinds de oprichting lid van GacktJOB zijn. Vorige leden zijn:
- Masa (gitaar)
- Toshi (drums)
- Ryu (drums)
- Ren (bas)

## Andere media
Gackt is in Japan vooral bekend door zijn voortdurend veranderende uiterlijk en zijn koele, duistere imago.
Hij is behalve zanger ook acteur en heeft onder andere in reclamespotjes (meestal als zichzelf), de dramaserie Hero's hero en de film Moonchild gespeeld. Voor deze film schreef hij ook zelf het scenario.
Ook had hij een rol in de Hollywood film Bunraku.
Naast zijn bezigheden op muziek- en acteergebied is Gackt ook schrijver. Zo schreef hij het boek Moonchild: Requiem en enkele andere korte verhalen die niet gepubliceerd zijn. Ook schreef hij de autobiografie Jihaku (Bekentenis).
Hij heeft ook zijn stem uitgeleend aan een Vocaloid, genaamd Gakupo.
Er wordt wel beweerd dat Gackt model heeft gestaan voor Squall Leonhart in het computerspel Final Fantasy VIII, vanwege het identieke jack dat hij droeg in Malice Mizer en omdat de maker een grote fan van Gackt zou zijn, maar regisseur Tetsuya Nomura bestrijdt dat. Daarentegen werd Gackt wel gebruikt als basis voor Cloud Strife in de film Final Fantasy VII: Advent Children uit 2005. Gackt stond ook model voor Genesis, een personage in het spel Crisis Core: Final Fantasy VII.
Op 25 januari 2006 bracht Gackt zijn 23e single uit, Redemption, dat speciaal voor de game Dirge of Cerberus: Final Fantasy VII was geschreven.
Verder heeft hij zijn eigen PlayStation 2-spel uitgegeven genaamd Bujingai: Swordmaster, waarin het personage Lau Wong er precies zo uitziet als Gackt zelf.